# Anastasia Sedova
Anastasia Nikolajevna Sedova (Russisch : Анастасия Николаевна Седова) (Sarov, 4 februari 1995) is een Russische langlaufster. Ze nam onder olympische vlag deel aan de Olympische Winterspelen 2018 in Pyeongchang.

## Carrière
Bij haar wereldbekerdebuut, in november 2016 in Kuusamo, scoorde Sedova direct wereldbekerpunten. In februari 2017 behaalde de Russin in Otepää haar eerste toptienklassering in een wereldbekerwedstrijd. Op de wereldkampioenschappen langlaufen 2017 in Lahti eindigde ze als negende op de 15 kilometer skiatlon en als elfde op de 10 kilometer klassieke stijl. Op de estafette eindigde ze samen met Polina Kalsina, Joelia Beloroekova en Joelia Tsjekaleva op de vijfde plaats. Tijdens de Olympische Winterspelen van 2018 in Pyeongchang eindigde Sedova als achtste op de 10 kilometer vrije stijl, als elfde op de 30 kilometer klassieke stijl en als twaalfde op de 15 kilometer skiatlon. Samen met Natalja Neprjajeva, Joelia Beloroekova en Anna Netsjajevskaja veroverde ze de bronzen medaille op de estafette.
In december 2018 stond de Russin in Toblach voor de eerste maal in haar carrière op het podium van een wereldbekerwedstrijd. In Seefeld nam ze deel aan de wereldkampioenschappen langlaufen 2019. Op dit toernooi eindigde ze als zesde op de 10 kilometer klassieke stijl, als negende op de 15 kilometer skiatlon en als veertiende op de 30 kilometer vrije stijl. Op de estafette legde ze samen met Joelia Beloroekova, Anna Netsjajevskaja en Natalja Neprjajeva beslag op de bronzen medaille.

## Resultaten

### Olympische Spelen
| Jaar | Plaats      | Resultaten                                                                               |
| ---- | ----------- | ---------------------------------------------------------------------------------------- |
| 2018 | Pyeongchang | 8e 10 km vrije stijl · 12e 15 km skiatlon · 11e 30 km klassieke stijl · 4×5 km estafette |

### Wereldkampioenschappen
| Jaar | Plaats  | Resultaten                                                                              |
| ---- | ------- | --------------------------------------------------------------------------------------- |
| 2017 | Lahti   | 11e 10 km klassieke stijl 9e 15 km skiatlon 5e 4×5 km estafette                         |
| 2019 | Seefeld | 6e 10 km klassieke stijl · 9e 15 km skiatlon · 14e 30 km vrije stijl · 4×5 km estafette |

### Wereldbeker
Eindklasseringen
| Seizoen   | Algm | DI  | SP  | TdS |
| --------- | ---- | --- | --- | --- |
| 2016/2017 | 40e  | 29e | –   | –   |
| 2017/2018 | 16e  | 14e | –   | 7e  |
| 2018/2019 | 12e  | 9e  | 73e | 4e  |